# Arrondissement Saumur
Saumur is een arrondissement van het Franse departement Maine-et-Loire in de regio Pays de la Loire. De onderprefectuur is Saumur.

## Kantons
Het arrondissement was tot 2014 samengesteld uit de volgende kantons:
- Kanton Allonnes
- Kanton Baugé
- Kanton Doué-la-Fontaine
- Kanton Gennes
- Kanton Longué-Jumelles
- Kanton Montreuil-Bellay
- Kanton Noyant
- Kanton Saumur-Nord
- Kanton Saumur-Sud
- Kanton Vihiers

Na de herindeling van de kantons door het decreet van 26 februari2014, met uitwerking op 22 maart 2015, zijn dat : 
- Kanton Beaufort-en-Anjou
- Kanton Doué-en-Anjou
- Kanton Longué-Jumelles
- Kanton Saumur